# Telelogic Rhapsody
Telelogic Rhapsody es una herramienta comercial para el desarrollo y testeo de software integrado o en tiempo real (aunque también puede ser usado para otros tipos de software) basado en UML y SysML. Permite integrar y generar el modelado (basado en UML), la documentación y la programación.

## Visión General
El entorno de desarrollo basado en modelos (MDD) de Telelogic Rhapsody para ingeniería de sistemas embebidos y en tiempo real, desarrollo de software y test - basado en UML y SysML - permite a los ingenieros de sistemas embebidos y desarrolladores de software abstraer los complejos diseños gráficos, automatizando el proceso de desarrollo de software. Además integra herramientas de testeo, generación de documentación, entre otros.

## Historia
En principio la herramienta Telelogic Rhapsody, desarrollada por la empresa Telelogic, fue concebida solamente con el rol de ayudar al modelado. Conforme se ha ido asentando en el mercado frente a otros sotwares similares como Rational Rose ha ido adquiriendo nuevas funcionalidades hasta convertirse en un framework con una amplia y viariada opcionabilidad para poder ser adaptado a casi cualquier desarrollo.
En 2008 la gigante multinacional IBM absorbió a Telelogic.

## Funcionalidad
Algunas de las opciones que ofrece son:
1. Entorno de desarrollo de software y sistemas con portabilidad de diseño completa que soporta SysML, UML, DoDAF, MODAF, AUTOSAR y lenguajes específicos de dominio. 
- Importación de Rational Rose
- Soporte XMI para SysML independientemente certificado NIST.

2. Generación de aplicaciones completas para aplicaciones de 8, 16 y 32 bits. 
- C, C++, Java y Ada
- Generación de código basado en reglas
- Generación de COM/CORBA
- Compatibilidad con la mayoría de las plataformas RTOS comerciales y facilidad de personalización con cualquier programador interno de la organización
- Plataforma de integración ECLIPSE

3. Visualización de Código e Ingeniería Inversa.
- Diseño utilizando el código o el modelo (los dos están sincronizados).
- Sincronización de la documentación con la implementación

4. Modelado, trazabilidad y análisis de requisitos integrados 
- Modelado de requisitos SysML
- Trazabilidad y análisis del ciclo de vida con Telelogic DOORS®, Rational RequisitePro y otras herramientas de gestión de requisitos

5. Colaboración de equipos pequeños y grandes con: 
- Diferenciación y combinación basadas en modelos
- Generación de documentación automática avanzada
- Integración perfecta con Telelogic SynergyTM, RationalClearCasey otras herramientas de gestión de configuración

6. Diseño para realizar pruebas que incluye: 
- Simulación de modelos
- Pruebas basadas en requisitos
- Generación de pruebas automática
- Depuración embebida de modelos de destino

## Controversia
La efectividad de la herramienta ha sido cuestionada por muchos desarrolladores, encontrándose opiniones de lo más variopintas y/u opuestas. Hay quienes abogan por la efectividad que ofrece debido a la gran abstracción conseguida, otros critican la calidad y aleatoriedad del código generado, otros objetos de crítica son su alto coste frente a otras herramientas del sector o el hecho de que sea un software totalmente privativo.[cita requerida]